# Elisenda Paluzie

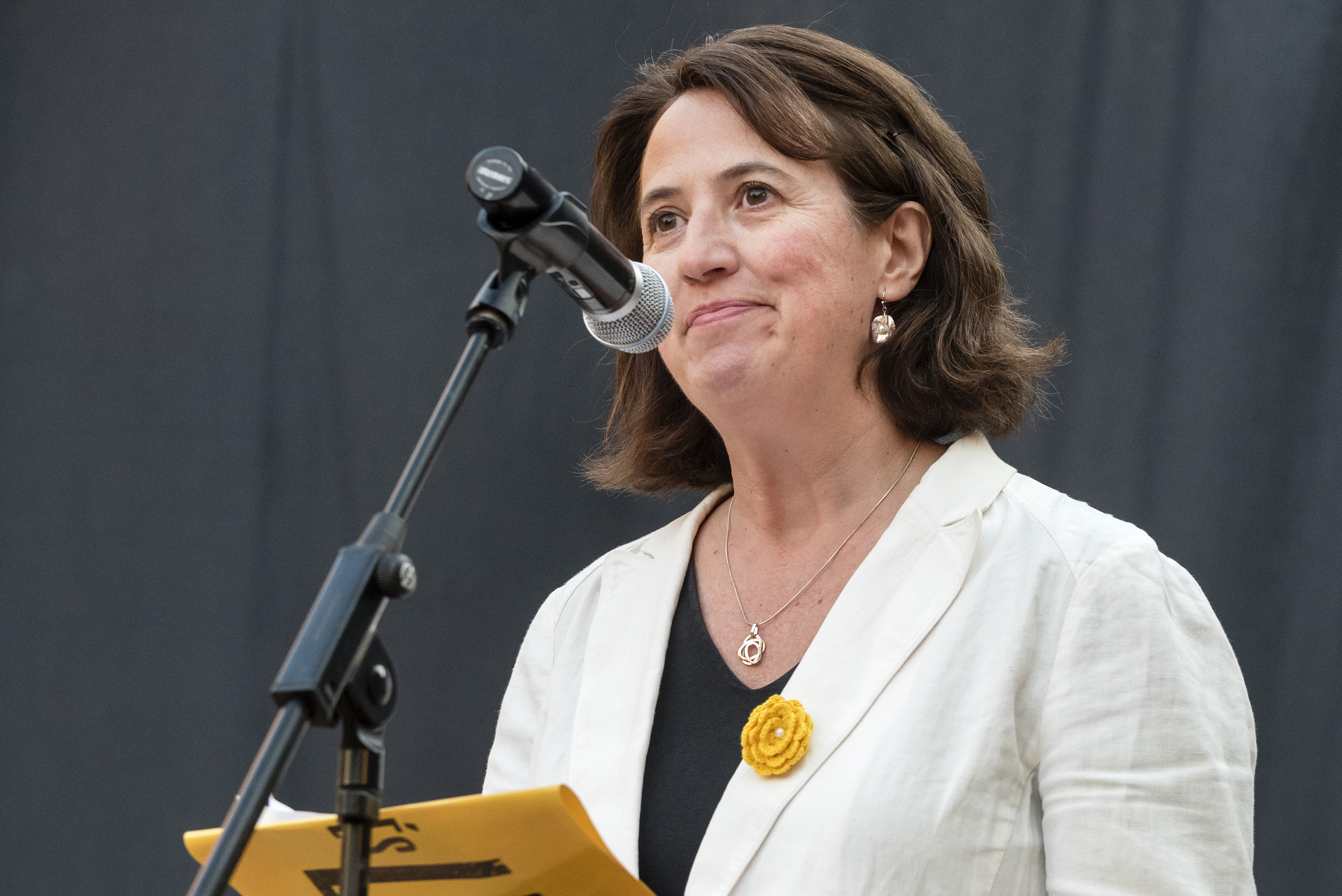
Elisenda Paluzie (Mai 2018)

Elisenda Paluzie Hernández (* 13. Oktober 1969) ist eine spanische Wirtschaftswissenschaftlerin und Politikerin. 

## Wissenschaftlicher Werdegang, Forschung und Lehre
Nachdem Paluzie bis zu ihrem Schulabschluss 1987 die internationale französische Schule Lycée Français de Barcelone besucht hatte, studierte sie an der Universität Barcelona. Dort graduierte sie 1992 mit einem Lizenziat in Wirtschaftswissenschaften, ehe sie ihr Studium an der Yale University fortsetzte. Mit einem Masterabschluss kehrte sie 1996 nach Europa zurück. Dort lehrte sie fortan parallel zu ihrem bis 1999 dauernden Ph.D.-Studium an der Universität Barcelona als Lecturer an der Hochschule. 1997 bis 1998 war sie dank eines Forschungsstipendiums der Fundación Bancaria “la Caixa” als Gastforschungsstudentin an der London School of Economics eingeschrieben. 2001 stieg Paluzie zum Associate Professor an der Universität Barcelona auf, 2009 übernahm sie als Dekanin die Leitung der wirtschaftswissenschaftlichen Fakultät. Dieses Amt hatte sie bis April 2017 inne, bereits zwei Jahre zuvor war sie zur ordentlichen Professorin an der Universität berufen worden. 
Der Arbeitsschwerpunkte Palzies liegen in den Bereichen der Außenhandelstheorie, regionaler Ökonomien und der Wirtschaftsgeographie, wobei sie eine Vertreterin der Neuen Ökonomischen Geographie ist. Dabei forschte sie insbesondere über den spanischen Wirtschaftsraum, aber auch die katalanischen, französischen sowie italienischen Ökonomien, etwa zu Einflüssen der Fiskalpolitik, der Europäischen Integration oder Migration.

## Politisches Engagement
Während ihres Studiums engagierte sich Palizie für die nationalkatalanische Studentenorganisation Federació Nacional d’Estudiants de Catalunya, später war sie Mitglied der Regionalpartei Esquerra Republicana de Catalunya. Im März 2018 beerbte sie den inhaftierten Jordi Sànchez i Picanyol als Präsidentin der Assemblea Nacional Catalana. Dieses Amt hatte sie bis 2022 inne.